# The Gay Lord Quex
The Gay Lord Quex er en britisk stumfilm fra 1917 af Maurice Elvey.

## Medvirkende
- Ben Webster - Lord Quex
- Irene Vanbrugh - Sophie Fullgarney
- Lilian Braithwaite
- Hayford Hobbs - Bartling
- Margaret Bannerman - Muriel Eden